# 렛시
렛시(Letsee Inc., 대표 안상철)는 2014년 한국과학기술연구원 창업 벤처기업으로 시작한 웹 증강현실(AR) 전문 개발사로, 기획부터 설계, 개발, 유지 보수 및 데이터 분석까지 전방위적인 콘텐츠 개발과 공급이 가능한 AR 콘텐츠 서비스를 제공한다. 특히 어플리케이션 설치 없이도 모바일 웹 환경에서 증강현실을 즉시 경험하는 AR 콘텐츠를 제공해, 사용자가 간편하게 실감형 콘텐츠를 체험하도록 지원한다.
렛시는 웹 기반의 용이한 접근성과 오프라인 기반 사업에 최적화된 맞춤형 콘텐츠로, 삼성전자, 현대자동차, 신한은행, SK텔레콤, 오뚜기, 롯데백화점, 에버랜드(삼성물산 리조트사업부), SM 등 기업 서비스부터 광화수, 서울숲 등 기관이 운영하는 공공시설까지 여러 영역에서 필요로 하는 AR 콘텐츠 및 솔루션을 제공했다. 2023년 10월에는 자신이 원하는 색으로 색칠한 그림이 3D 모델로 모바일 화면 속에 그대로 증강하는 '웹 AR 컬러링' 교육용 콘텐츠를 공개했다.

이외에도 렛시는 웹 브라우저로 콘텐츠를 제작·배포할 수 있는 소프트웨어 개발도구 ‘WebAR SDK’와 비개발자도 코딩작업 없이 몇 번의 마우스 클릭과 '드래그 앤드 드롭' 방식만으로 콘텐츠 제작이 가능한 저작도구 ‘렛시 크리에이터’를 국내 최초로 연달아 상용화하며, 국내 AR 산업의 대중성을 높여 왔다.

## 연혁
2023년
- 11월 독립기념관 '겨레의 탑' AR 전시 콘텐츠 개발(SK텔레콤)
- 10월 KMF 2023 WebAR 컬러링 교육 콘텐츠 기술 시연
- 8월 독립기념관 '불굴의 한국인 상' AR 전시 콘텐츠 개발(SK텔레콤)
- 6월 SMBM 광야@자카르타 AR방명록 서비스 오픈

2022년
- 12월 서울숲 AR 공원안내 서비스 개발
- 11월 SMBM 광야@서울 AR방명록 서비스 개발, 메가커피 AR 콘텐츠 개발
- 10월 롯데백화점 AR 콘텐츠 개발
- 9월 에버랜드 EVER-SMTOWN AR 콘텐츠 개발, 독일 IFA WebAR 기술 시연
- 6월 웹 기반 AR 저작도구 ‘Letsee Creator’ 출시
- 1월 광화수 AR 서비스 개발

2021년
- 12월 신한은행 AR 콘텐츠 개발, 코엑스/인사동 지역 대상 메타버스 콘텐츠 개발
- 11월 미국 AWE 2021 WebAR 기술 시연
- 10월 Casper(현대자동차) XR 콘텐츠 개발
- 6월 메타버스 얼라이언스 회원사 가입
- 5월 WebAR SDK 1.1.3 릴리즈
- 1월 CES 2021 WebAR SDK 기술 시연

2020년
- 7월 Letsee WebAR SDK V1.0 정식 버전 출시
- 5월 문화기술 연구 개발 ‘실감형 뉴스 빅데이터 분석, 제작 및 유통이 가능한 참여형 통합 플랫폼 구축’ 참여
- 4월 5G 콘텐츠 플래그십 프로젝트 ‘VPS를 활용한 실내외 AR 콘텐츠 플랫폼 개발’ 참여
- 1월 미국 CES 2020 Letsee WebAR 기술 시연

2019년
- 9월 독일 IFA 전시회 참가
- 5월 미국 AWE 2019 Letsee WebAR 기술 시연
- 4월 Letsee WebAR SDK V1.0 베타 출시

2018년
- 10월 삼성전자 C-Lab 4기 선정
- 6월 TIPS 프로그램 선정
- 2월 하나은행 증강현실 마케팅 솔루션 제공

2017년
- 12월 삼성전자 증강현실 원격 협업 CMS 솔루션 제공
- 8월 대한민국 모바일 어워드 2017 ‘8월의 모바일’ 선정
- 1월 Letsee Browser 출시

2016년
- 12월 삼성전자 증강현실 원격 협업 솔루션 개발
- 6월 Letsee Beer V2.0 출시
- 4월 W3C WebAR 워크샵 주제 발표

2015년
- 11월 Letsee Beer App V1.0 출시
- 10월 W3C(국제 웹표준 협회) 회원사 가입
- 6월 증강현실 게임 실황 중계 시스템 개발(제일기획)

2014년
- 12월 벤처기업 인증, 기업부설 연구소 설립
- 7월 법인 설립(KIST 공식 연구원 창업 기업)